# علم شناختی دین
علوم شناختی دین یا علم شناختی دین (انگلیسی: Cognitive science of religion) مطالعه اندیشهٔ دینی و رفتار دینی از منظر علوم شناختی است و اغلب با علوم تکاملی در ارتباط است چراکه به نظر می‌رسد پایه و اساس رفتار دینی همان فرآیندهای تکاملی (دگرگشتی) باشد.
به‌عبارت دیگر، علوم شناختی دین کاربست یافته‌های علوم شناختی (Cognitive Science) دربارهٔ دین و هر آن چیزی است که به دین مربوط می‌شود؛ یعنی باورهای دینی، باورهای مربوط به خدا، معجزه، باورکردن آن توسط انسان و ماندگاری آن در ذهن، مناسک دینی مانند قربانی، جشن‌های دینی، نماز و عبادات و غیره. پس برای شناخت علومِ شناختیِ دین باید ابتدا بدانیم علوم شناختی چیست. 